# NGC 7311
NGC 7311 (другие обозначения — PGC 69172, UGC 12080, MCG 1-57-9, ZWG 404.22) — спиральная галактика в созвездии Пегас, открытая Уильямом Гершелем в 1785 году. Этот объект входит в число перечисленных в оригинальной редакции «Нового общего каталога». На фотографиях видно сильно наклонённую галактику (возможно с перемычкой) с ярким удлинённым ядром и диффузными зернистыми спиральными рукавами. Она удалена от Земли на расстояние 210 миллионов световых лет.
9 ноября 2005 года астрономы-любители Тим Пакетт и Джованни Состеро обнаружили в этой галактике вспышку сверхновой типа Ia, названной SN 2005kc.